# Wilhelm August von Just

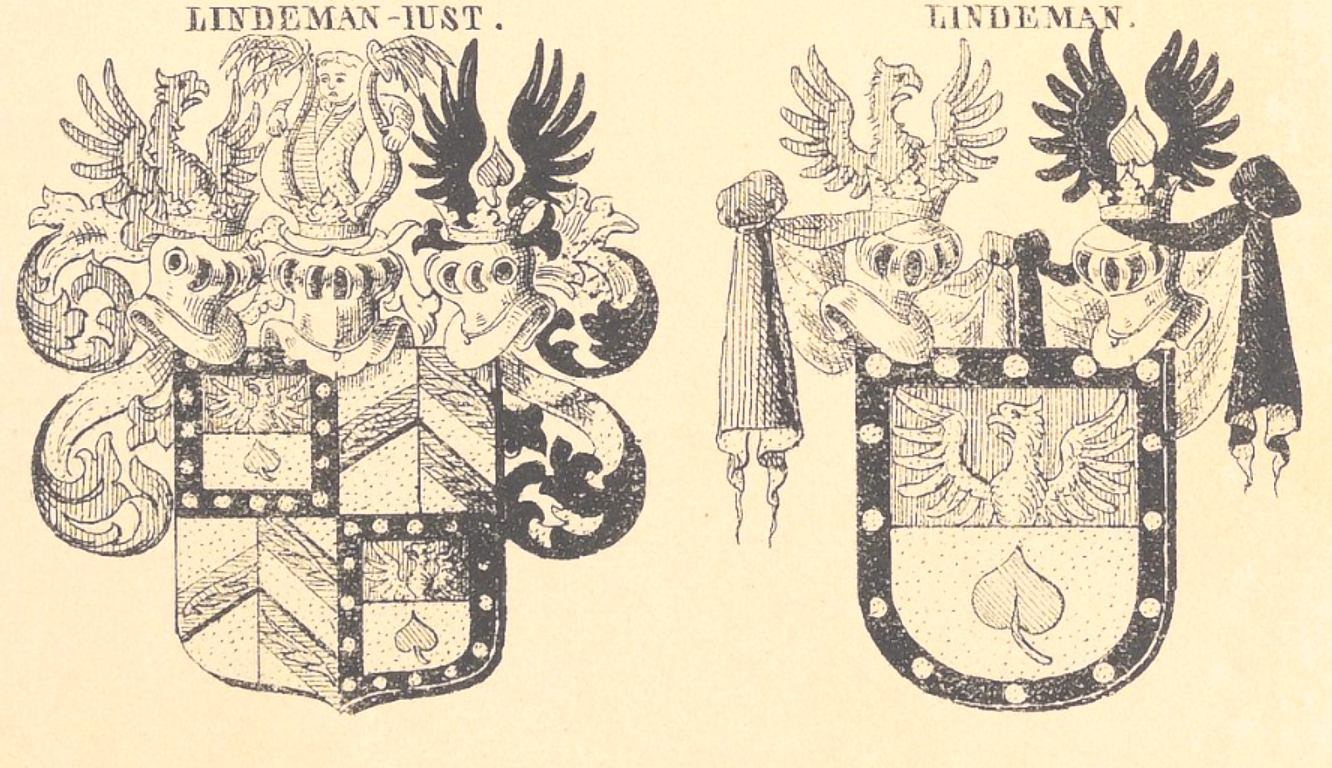
Wappenmehrung derer von Lindeman-Just und Wappen derer von Lindeman

Wilhelm August von Just (* 1752; † 5. März 1824 in Dresden) war ein kursächsischer und königlich-sächsischer Geheimer Rat und Diplomat zu Zeiten der Koalitionskriege.

## Herkunft und Familie
Wilhelm August Freiherr von Just entsprang einer angesehenen Zittauer Patrizierfamilie und war ein Sohn des Geheimen Kriegsrats Christian Wilhelm von Just (1712–1797) und der Christiane Dorothea, geb. Benada (1732–1780). Er hatte zwei Geschwister, den Finanzrat Carl Friedrich Freiherr von Just (1766–1804) und die Schwester Johanne Auguste Wilhelmine, verheiratete Frank. Zusammen mit seinem Bruder fiel ihm beim Tod des Vaters das Rittergut Luga bei Bautzen zu. Am 21. Juli 1804 erfolgte nach dem Tod seines Bruders Carl Friedrich die Erbteilung des Rittergutes Glauschnitz zwischen ihm selbst, der Schwester Wilhelmine sowie der Christiane Dorothee Sophie Freifrau von Lindemann. Wilhelm August von Just blieb unverheiratet. Mit seinem Tod 1824 erlosch die freiherrliche Familie von Just. Name und Wappen gingen ab Mai 1824 an den Universalerben, den königlich sächsischen Major Ferdinand Wilhelm Freiherr von Lindeman über.

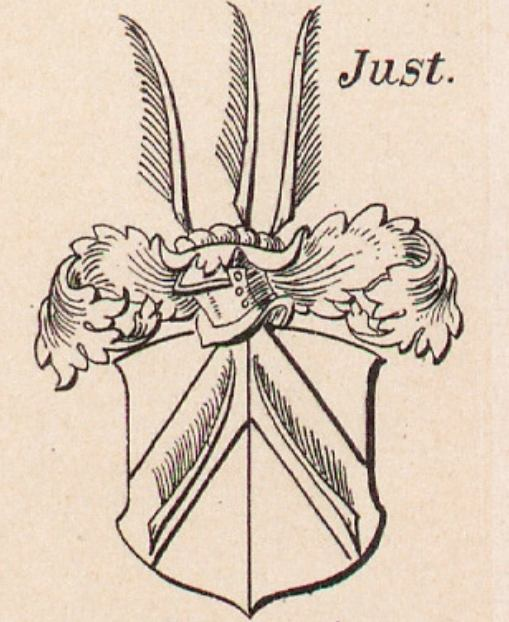
Wappen Just, bürgerliche Familie

## Wappen
- Freiherrliches Wappen: Schild gespalten von Gold und Blau; vorn ein blauer Schrägbalken, hinten zwei silberne Schrägbalken, je mit grünem Palmenzweig. Auf dem Schild fünfperlige Krone, darauf gekrönter Helm mit zwei silbernen Büffelhörnern, in der Mündung je mit einem grünen Palmenzweig besteckt. Zwischen den Hörnern grünbekränzter Mann in blau-gold gespaltenem Kleid mit Kragen und Leibbinde verwechselter Farbe, mit jeder ausgestreckten Hand eines der Hörner umfassend. Helmdecken rechts blau-golden, links blau-silbern. Als Schildhalter zwei vorwärts stehende Leoparden.[6]
- Bürgerliches Wappen: Schild gespalten, in jeder Hälfte ein Schrägbalken nach innen gekehrt und je mit einer Schreibfeder belegt. Helm mit drei Schreibfedern[7]

## Laufbahn

### Karriere in Schweden, Dresden und Paris
Nach einer Stellung als Assessor in der kursächsischen Landesregierung um 1777 begann Just seine diplomatische Karriere mit einem Posten als sächsischer Legationsrat am schwedischen Königshof um 1780. Im Jahr 1804 war er am kurfürstlichen Hof von Friedrich August III. mit der Einhaltung des Hofzeremoniells betraut. Im Zuge der Verwicklung Sachsens in die napoleonischen Kriege 1806 gehörte Just am Dresdner Hof zu den Befürwortern der Allianz mit Frankreich. Als 1809 der bisherige sächsische Gesandte, Graf Senfft von Pilsach, zum Minister für auswärtige Angelegenheiten des Dresdener Kabinetts ernannt und aus Paris abberufen wurde, zögerte dessen designierter Nachfolger Georg von Einsiedel seine Abreise nach Frankreich lange Zeit hinaus. Der von Napoleon zum sächsischen König erhobene Friedrich August I. ernannte deshalb für die Zwischenzeit Wilhelm August von Just als Gesandten für diesen bedeutsamen Posten. Just weilte sodann bis August 1810 im napoleonischen Paris. Im gleichen Jahr wurde er zum Geheimen Rat befördert.

### In Köthen und bei der Geheimpolizei
Im Folgejahr vertrat er als Bevollmächtigter die königlich-sächsischen Interessen im Herzogtum Anhalt-Köthen. Ab November 1811 war Generalmajor Karl Friedrich Wilhelm von Gersdorff mit der Überwachung ausländischer Offiziere in Sachsen beauftragt worden und zu Beginn des Jahres 1812 begann der Aufbau einer Art geheimen politischen Polizei unter dem besagten Minister für auswärtige Angelegenheiten, Graf Senfft von Pilsach. Aufgabe war auch die Bespitzelung des eigenen Volkes auf etwaige Kritik am Bündnis mit den Franzosen. Just fungierte bei der Leitung dieser Geheimpolizei als der Stellvertreter des Grafen Senfft. 1812 folgte Justs Ernennung zum Geheimen Assistenzrat.

### Zweite Gesandtschaft in Paris
Von Anfang 1813 bis Mitte 1814 war Just erneut als Gesandter in Paris. Wegen der Sprengung der Pfeiler der historischen Dresdner Elbbrücke durch abrückende französische Truppen im März 1813 überbrachte Just als Gesandter bei einer Audienz in Paris Napoleon eine Protestnote des sächsischen Königs, der wenig Verständnis für so viel Aufhebens um eine in Kriegszeiten gesprengte Brücke zeigte. Nachdem der sächsische König Oktober 1813 bis Februar 1815 in Berliner Gefangenschaft und die napoleonische Vorherrschaft beendet war, berichtete Just im Mai 1814 von Verhandlungen der siegreichen Verbündeten über das künftige Schicksal Sachsens und Tendenzen (Polnisch-Sächsische Frage), die zum Entstehen von Kongresspolen führen sollten.

### Gesandter in Hannover und England
Im Jahr 1815 und 1816 war er Gesandter in Hannover. Er blieb in Hannover 1819 bis 1821 akkreditiert, während er von 1816 bis 1823 als außerordentlicher Gesandter und bevollmächtigter Minister in London weilte. Just blieb unvermählt und starb nach 50 Jahren in sächsischen Diensten in der Schössergasse, Dresden, an Gicht. Er wurde am 9. März auf dem Eliasfriedhof begraben.